# Avenue Mohammed-V (Marrakech)
Pour les articles homonymes, voir Avenue Mohammed-V.
L’avenue Mohammed V (en arabe : شارع محمد الخامس, en berbère : ⴰⵙⵓⴽ ⵎⵃⵎⵎⴷ ⵡⵉⵙⵙ ⵙⵎⵎⵓⵙ) est une des principales artères de Marrakech. Elle constitue l'axe historique du quartier de Guéliz et de la ville nouvelle. L'avenue se prolonge en médina, desservant le Jardin Arsat Moulay Abdessalam, la Koutoubia et finalement le jardin Arset El Bilk, annexe de la place Jemaa el-Fna.

## Situation et accès
Elle débute de la place Bir Anzarane, point au-delà duquel l'avenue Mohammed V prend le nom de la route de la Targa (officiellement appelée « Avenue de la 4e D.M.M. »). Elle y croise l'avenue Abdelkrim El Khattabi, également connue des Marrakchis sous le nom de « route de Casablanca » et les rues Ibn Aïcha et Draa. Elle s'achève au niveau du jardin Arset El Bilk et du passage Prince Moulay Rachid (« rue des Princes »), où elle conflue avec l'avenue Hoummane El Fetouaki qui conduit au Mellah.
L'avenue Mohamed V rencontre les voies suivantes, dans l'ordre des numéros croissants (« g » indique que la rue se situe à gauche, « d » à droite):
1. rue Mohamed El Beqal (g + d)
2. rue Yougoslavie (g + d)
3. boulevard Mohamed Zerktouni (g + d)
4. rue de la liberté (g + d)
5. rue de Mauritanie (d)
6. rue Sourya (g)
7. rue Imam Malik (g + d)
8. avenue Hassan II (g + d)
9. rue Moutamid Ibn Abbad (d)
10. rue Badr (g)
11. rue Imam Ali (d)
12. rue Sebou (g)
13. rue Ibn Habbous (d)
14. rue Oum Errabia (g)
15. avenue Moulay El Hassan (g + d)
16. rue Khalid Ibn El Oualid (g)
17. avenue Yarmouk (d)
18. avenue Ahmed Ouaqala (g + d)
19. remparts de Marrakech au niveau de la porte Bab Nkob
20. rue El Adala (g)
21. rue Jbel Lakhdar (d)
22. rue Abu al-Abbas as-Sabti (g)
23. rue Lalla Fatima Zahra (g)
24. rue Koutoubia (g)
25. avenue Jemaa el-Fna (g)
26. rue Ibn Khaldoun (d)
27. rue Moulay Ismaïl (g)
28. rue Bani Marin (g + d)
29. passage Prince Moulay Rachid (« rue des Princes ») (g)

## Appellation
L'avenue a été baptisée en l'honneur de Mohammed V, roi du Maroc de 1927 à 1961. Elle acquiert ce nom en 1957, peu après l'indépendance du pays. Pendant le protectorat, l'avenue était d'abord appelée « avenue de la Koutoubia », puis, lors de son extension en 1913 vers le djebel Gueliz, « avenue du Guéliz ». En 1920, elle est rebaptisée « avenue Mangin », en hommage à Charles Mangin qui remporta en 1912 une bataille importante à Sidi Bou Othmane face à Ahmed al-Hiba, et conserve ce nom pendant jusqu'en 1957.